# 聖公會基爾莫爾、埃爾芬暨阿達教區
聖公會基爾莫爾、埃爾芬暨阿達教區（英語：United Dioceses of Kilmore, Elphin and Ardagh）是聖公會愛爾蘭教會阿馬教省下面的一個教區，位於愛爾蘭西部，包括利特里姆郡，以及斯萊戈郡、弗馬納郡、朗福德郡、西米斯郡、卡文郡、多尼戈爾郡、羅斯康芒郡和高威郡的一部分。
基爾莫爾和阿達教區在1839年合併，並在1841年與埃爾芬教區合併，有24個堂區。教區座堂分別是基尔莫尔座堂和斯萊戈座堂。現任主教為帕特里克．魯克。